# Élénie montagnarde
Elaenia frantzii
Espèce
Statut de conservation UICN

 LC  : Préoccupation mineure
L'Élénie montagnarde (Elaenia frantzii), aussi appelée Élaène montagnarde, est une espèce de passereau de la famille des Tyrannidae.

## Systématique
Cet oiseau est représenté par quatre sous-espèces selon la classification de référence du Congrès ornithologique international (version 9.1, 2019) :
- Elaenia frantzii frantzii Lawrence, 1865 : montagnes du Costa Rica et de l'ouest du Panama (provinces de Chiriquí et de Veraguas) ;
- Elaenia frantzii ultima Griscom, 1935 : montagnes du Guatemala, du Salvador, du Honduras et du Nicaragua ;
- Elaenia frantzii pudica Sclater, 1871 : Andes de Colombie et montagnes des côtes du nord du Venezuela ;
- Elaenia frantzii browni Bangs, 1898 : nord de la Colombie (sierra Nevada de Santa Marta et serranía de Perijá)[1],[3].